# Prefectura de Miyagi
La prefectura de Miyagi (宮城県, Miyagi-ken) està ubicada a l'illa de Honshū, Japó. La capital és Sendai.

## Història
La prefectura de Miyagi va ser part de la província de Mutsu. Date Masamune va construir el seu castell a la ciutat de Sendai per tal de controlar la província. Al 1871 es va conformar la Prefectura de Sendai, la qual un any després va passar a dir-se amb el seu nom actual.

## Geografia
La prefectura de Miyagi està ubicada a la zona central de la regió de Tōhoku, davant de l'oceà Pacífic, i on està assentada la ciutat més gran de la regió, Sendai. Existeixen altes muntanyes cap a l'oest i al llarg de la costa nord-oriental, però les planes centrals que envolten Sendai són bastant extenses.
Matsushima és coneguda com a una de les vistes més conegudes del Japó, amb una badia de 260 petites illes cobertes d'arbres.
La península d'Oshika es projecta des de la costa nord de la prefectura.

### Ciutats
- Higashimatsushima
- Ishinomaki
- Iwanuma
- Kakuda
- Kesennuma
- Kurihara
- Natori
- Ōsaki
- Sendai (capital)
- Shiogama
- Shiroishi
- Tagajō
- Tome
- Tomiya

### Pobles i viles
Aquests són els pobles i viles de cada districte:
- Districte d'Igu
  - Marumori
- Districte de Kami
  - Kami
  - Shikama
- Districte de Katta
  - Shichikashuku
  - Zaō
- Districte de Kurokawa
  - Ōhira
  - Ōsato
  - Taiwa
- Districte de Miyagi
  - Matsushima
  - Rifu
  - Shichigahama
- Districte de Motoyoshi
  - Minamisanriku
- Districte d'Oshika
  - Onagawa
- Districte de Shibata
  - Kawasaki
  - Murata
  - Ōgawara
  - Shibata
- Districte de Tōda
  - Misato
  - Wakuya
- Districte de Watari
  - Watari
  - Yamamoto